# Capitaine Achab (film)
Pour les articles homonymes, voir Capitaine Achab (homonymie) et Achab.
Pour plus de détails, voir Fiche technique et Distribution.
Capitaine Achab est un film suédois réalisé par Philippe Ramos, sorti en 2007. Il est basé sur un moyen-métrage du même réalisateur sorti en 2003.
Ces deux films sont librement inspirés du roman d'Herman Melville, Moby Dick.

## Synopsis
1840. Qui aurait bien pu imaginer que ce jeune garçon lisant la Bible dans une cabane de chasse perdue au milieu des bois, deviendrait un jour capitaine de navire baleinier ? Personne. Et pourtant, de mains tendues en coups reçus, Achab grandit et s’empare des océans. Devenu un capitaine redoutable, il rencontre une baleine éblouissante de blancheur : Moby Dick.

## Fiche technique
- Réalisation : Philippe Ramos
- Scénario : Philippe Ramos, d'après Moby Dick d'Herman Melville
- Production : Florence Borelly et Olivier Guerpillon
- Musique : Olivier Bombarda
- Photographie : Laurent Desmet
- SOFICA : Cofinova 2
- Pays d'origine :  France en coproduction avec  Suède
- Langue originale : français
- Format : couleur - 35 mm
- Durée : 100 minutes
- Dates de sortie :
  - Royaume-Uni : 20 octobre 2007 (Festival du film de Londres), 8 mars 2008 (Festival du film français)
  - Pays-Bas : 24 janvier 2008 (Festival international du film de Rotterdam)
  - France : 13 février 2008
  - Suède : 2 mai 2008

## Distribution
- Denis Lavant : Capitaine Achab
- Virgil Leclair : Achab enfant
- Dominique Blanc : Anna
- Bernard Blancan : Will Adams
- Hande Kodja : Louise
- Jean-François Stévenin : le père d'Achab
- Mona Heftre : Rose
- Philippe Katerine : Henry
- Jacques Bonnaffé : Starbuck
- Carlo Brandt: Mulligan
- Jean-Paul Bonnaire : le pasteur
- Jean-Christophe Bouvet : le roi d'Angleterre
- Pierre Pellet : Jim Larsson
- Lou Castel : Dr Hogganbeck
- Denis Déon : Sam
- Adama Doubia : le colleur d'affiches
- Gérard Essomba : le charpentier
- Guillaume Verdier : Ismaël
- Grégory Gadebois : le gardien de l'entrepôt
- Dorothée Brugère : la blanchisseuse n°1
- Samantha Mialet : la blanchisseuse n°2

## Distinctions
Le  moyen métrage Capitaine Achab a obtenu le prix de la presse 2003 au Festival du film court de Paris, et le prix de la presse 2004 au Festival Côté court de Pantin. Il a fait partie des douze courts métrages pré-sélectionnés pour les nominations des César 2005.
Le long métrage Capitaine Achab a obtenu le Prix de la mise en scène et le Prix de la critique internationale au Festival de Locarno 2007 (sélection officielle).

## Le moyen métrage
En guise d'esquisse de son long métrage, Philippe Ramos a d'abord réalisé un moyen métrage, sorti en 2003, avec Frédéric Bonpart dans le rôle d'Achab et Valérie Crunchant dans celui de Louise.
Ce film a fait l'objet d'une programmation dans de nombreux festival depuis le Festival du film court de Paris (décembre 2003) jusqu'à l'Atelier de programmation à La Ferme du Buisson (avril 2005) en passant par le Festival de Cannes (Section Quinzaine des réalisateurs 2004) et le  Festival Étonnants Voyageurs de Saint-Malo. Il a également fait l'objet de plusieurs diffusions sur Arte.
Il dure 25 minutes.